# Exetastes moczari
Exetastes moczari là một loài tò vò trong họ Ichneumonidae.